# Ян Лев Гербурт
Ян Лев Гербурт власного гербу (бл. 1603 — бл. 1631) — польський шляхтич. Представник роду Гербуртів.

## Життєпис
Батько — Ян Щасний Гербурт (1567—1616) — політичний і літературний діяч, дипломат; власник міста Добромиля і Добромильського замку, дружина батька — княжна Єлизавета Заславська, донька Януша Янушовича.
Правдоподібно, Ян Лев навчався у 1613—1617 роках Новодворському колегумі (Адам Бонецький стверджував, що 1613 — у Краківському університеті). 1616 року навчався у Бардієві.
Від батька успадкував маєток із значними боргами в Яна Фредра, Каспера Гербурта, Копистинського (40000 зл.), М. Вольського, Собекурського, С. Міхаловського (8000), та інших. 1620 напав на маєток Адама Ґоречковського з Лобозви, де був убитий гість господаря Ян Пілінський, маєток пограбований.
1622 через борги зрікся маєтку на користь поручителів, зокрема: Добромиля, копальні солі в Ляцькому і Паственику, також сіл Папоротної, Міхова, Квашенина, Арламова, Княжполя, Сопотників, Кропильниці, Ріписьк, Лячків Великих та багатьох інших. Розмір маєтків становив 8000 морґів, вартістю бл. 215000 злотих. 29 липня 1624 на трибуналі в Любліні зрікся маєтку в околицях Перемишля після позову кармелітів.
Його сином був Анджей з Фульщин-Гербурт, 1630, майно на землі Санока, Пшисеки.